# CSM Roman (fotbal)
CSM Roman a fost un club de fotbal din orașul Roman. Clubul și-a petrecut majoritatea existenței în ligile inferioare: Liga a III-a și liga a II-a.
În vara anului 2016, clubul și-a schimbat denumirea din Petrotub Roman în CSM Roman.
În sezonul 2018-2019 al Ligii a 3-a, CSM Roman a înregistrat o serie negativă de rezultate, obținând doar o singură victorie, în cele 10 etape disputate. Din păcate, după 10 etape scurse, din sezonul 2018-2019, CSM Roman își încetează activitatea, din cauza problemelor financiare, atât la secția de fotbal, cât și la cea de handbal. În prezent, municipiul Roman nu mai are nicio echipă de fotbal reprezentantă, nici măcar la nivelul județean.
În sezonul 2024-2025 evoluează în Liga a IV-a a județului Neamț, luptându-se, cu șanse reale, pentru participarea la barajul de promovare pentru Liga a III-a.

## Istorie
CSM Roman a fost înființată în 1954 ca Laminorul Roman de către sindicatul Întreprinderii de Țevi Roman și a jucat timp de douăzeci de ani în campionatul regional și județean.
Clubul a promovat pentru prima dată în Divizia C la sfârșitul sezonului 1973–74, câștigând Campionatul Județean Neamț și play-off-ul de promovare împotriva campion al județului Iași, Șoimii Iași (2–1 la Roman și 1–1 la Iași), echipa a fost compusă din următorii jucători: A.Bălan, Niserciu (portari) – Musceleanu, C.Iamandi, Onu, Procopoaia , Ene, Ciocârlan, Tudosie, Mircea, Maticiuc, N.Iamandi, Dinu, Peisic, Ivanov.
Țevarii a jucat în Divizia C șaisprezece ani consecutivi până în sezonul 1989–90 când s-a clasat pe locul 16 și a retrogradat în Divizia D – Județul Neamț. În acești ani, a reușit să termine campionatul de patru ori pe locul 2.
În sezonul următor a revenit rapid la nivelul 3, dar, în ciuda poziției a 6-a la sfârșitul sezonului 1991–92, a retrogradat din nou deoarece Divizia C a fost restructurată și doar primele patru clasate din fiecare. seria a rămas în divizia a treia.
Laminorul a câștigat următoarele două sezoane ale Campionatul Județean Neamț, pierzând de fiecare dată promovarea, în 1992–93 împotriva ASA Rapid Miercurea Ciuc (0–4 în deplasare și 0–1 la Roman) și 1993–94 după meciurile cu Mobila Iași (4–1 acasă și 1–3 la Iași) terminând sub cele șaisprezece echipe cu cele mai bune rezultate agregate. Pentru tubatori au urmat două sezoane consecutive în care au terminat de fiecare dată pe locul doi în spatele Cimentului Bicaz.
După cinci sezoane în etapa a patra, Laminorul a câștigat sezonul 1996–97 din Divizia D – Județul Neamț și play-off-ul de promovare împotriva Metalului Botoșani, câștigătorul Divizia D – Județul Botoșani, 8–2 pe Stadionul Emil Alexandrescu din Iași. Lotul antrenat de Nicolae Zaharia a fost compus din: Simionaș (46 Ionuț Nacu) - Costin, Claudiu Martin (40 Marius Tofan), Viorel Mocanu, Cristian Vizitiu - Corneliu Codreanu, Lucian Zaharia (82) Colobanea), Lucian Cozma, Gabriel Țapu - Bogdan Vizitiu, Ciprian Țigănuș.
Țevarii au realizat două promovări succesive, câștigând Seria I a Diviziei C în sezonul următor, sub conducerea a doi antrenori, Nicolae Zaharia în tur și Ioan Radu în retur, depășind Chimica Târnaveni cu 11 puncte.
La prima apariție în divizia a doua, Laminorul a terminat pe locul 5 la sfârșitul sezonului 1998–99, cel mai înalt loc al clubului din toate timpurile. În sezonul următor 1999–2000, după un debut puternic, tevitorii au reușit să termine pe locul 8 la finalul campionatului.
Daniel Iftodi a devenit jucător-antrenor de la Laminorul în iulie 2006, îndrumând echipa să termine sezonul 2006–07 Liga III pe locul 13.
Asistentul său, Dan Dosan, a fost pus la conducere pentru sezonul următor, conducând clubul pe locul 15, salvat de la retrogradare.
În iulie 2008, Costel Enache a fost numit noul antrenor principal al Laminorul. Enache a condus echipa timp de trei sezoane, terminând de fiecare dată în fruntea clasamentului; Locul 6 în sezonul 2008–09 și locul 3 în sezoanele 2009–10 și 2010–11. În această perioadă clubul și-a schimbat numele, în vara lui 2009, din FC Laminorul Roman în SCM Petrotub Roman.
În vara anului 2016, clubul și-a schimbat numele din SCM Petrotub Roman în CSM Roman.
La 31 octombrie 2018, a fost anunțat că CSM Roman s-a retras din Liga III din cauza rezultatelor slabe.
Secția de fotbal a fost reînființată în 2021 și înscrisă în Liga IV – Județul Neamț.

## Stadion

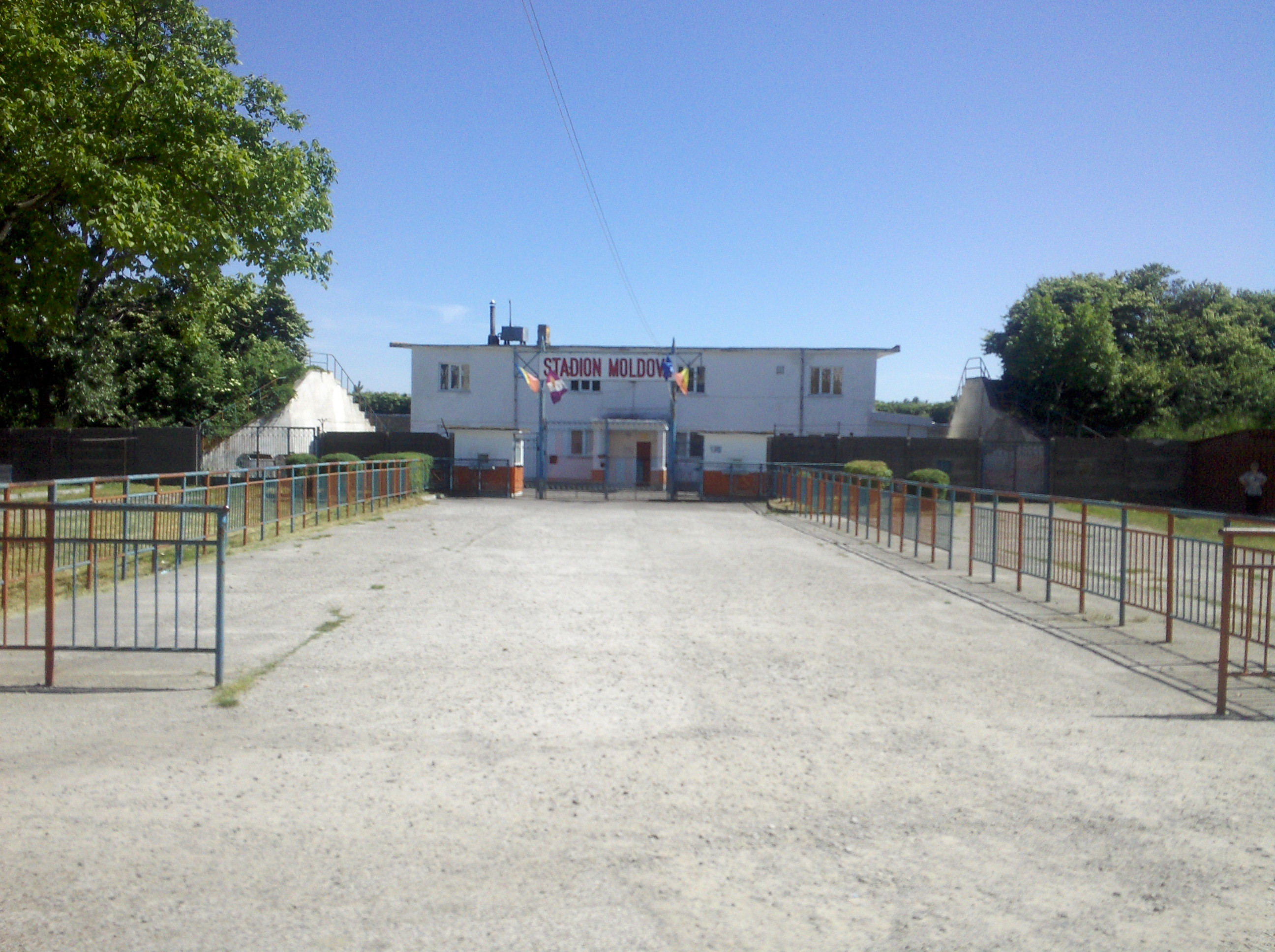
Stadionul Moldova

Stadionul Moldova a fost un stadion din Roman. Pe acesta juca echipa de fotbal a Petrotub Roman. Stadionul a avut o capacitate de 25.000 de locuri, cu suprafață de joc cu gazon natural, și a fost demolat la începutul anului 2020.

## Palmares
Liga III
- Campioni (1): 1997–98
- Vicecampioni (7): 1975–76, 1976–77, 1977–78, 1981–82, 2013–14

Liga IV – Neamț
- Campioni (6): 1973–74, 1990–91,  1992–93,  1993–94, 1996–97 ,2024-25
- Vicecampioni  (3): 1972–73, 1994–95, 1995–96

## Parcursul clubului pe sezoane
| Season  | Tier                        | Division                    | Place                       | Notes                       | Cupa României               |
| ------- | --------------------------- | --------------------------- | --------------------------- | --------------------------- | --------------------------- |
| 2022–23 | 4                           | Liga IV (NT)                | 3rd                         |                             |                             |
| 2021–22 | 4                           | Liga IV (NT)                | 8th                         |                             |                             |
| 2018–21 | Not active at seniors level | Not active at seniors level | Not active at seniors level | Not active at seniors level | Not active at seniors level |
| 2017–18 | 3                           | Liga III (Seria I)          | 4th                         | Disbanded                   |                             |
| 2016–17 | 3                           | Liga III (Seria I)          | 6th                         |                             |                             |
| 2015–16 | 3                           | Liga III (Seria I)          | 4th                         |                             |                             |
| 2014–15 | 3                           | Liga III (Seria I)          | 5th                         |                             |                             |
| 2013–14 | 3                           | Liga III (Seria I)          | 2nd                         |                             |                             |
| 2012–13 | 3                           | Liga III (Seria I)          | 7th                         |                             |                             |
| 2011–12 | 3                           | Liga III (Seria I)          | 3rd                         |                             |                             |
| 2010–11 | 3                           | Liga III (Seria I)          | 3rd                         |                             |                             |
| 2009–10 | 3                           | Liga III (Seria I)          | 3rd                         |                             |                             |
| 2008–09 | 3                           | Liga III (Seria I)          | 6th                         |                             |                             |
| 2007–08 | 3                           | Liga III (Seria I)          | 15th                        |                             |                             |
| 2006–07 | 3                           | Divizia C (Seria I)         | 13th                        |                             |                             |
| 2005–06 | 2                           | Divizia B (Seria I)         | 14th                        | Relegated                   |                             |
| 2004–05 | 2                           | Divizia B (Seria I)         | 13th                        |                             |                             |
| 2003–04 | 2                           | Divizia B (Seria I)         | 5th                         |                             |                             |
| 2002–03 | 3                           | Divizia C (Seria I)         | 3rd                         | Promoted                    |                             |
| 2001–02 | 2                           | Divizia B (Seria I)         | 15th                        | Relegated                   |                             |
| 2000–01 | 2                           | Divizia B (Seria I)         | 4th                         |                             |                             |
| 1999–00 | 2                           | Divizia B (Seria I)         | 8th                         |                             |                             |
| 1998–99 | 2                           | Divizia B (Seria I)         | 5th                         |                             |                             |
| 1997–98 | 3                           | Divizia C (Seria I)         | 1st (C)                     | Promoted                    |                             |

| Season  | Tier | Division                 | Place   | Notes     | Cupa României |
| ------- | ---- | ------------------------ | ------- | --------- | ------------- |
| 1996–97 | 4    | Divizia D (NT)           | 1st (C) | Promoted  |               |
| 1995–96 | 4    | Divizia D (NT)           | 2nd     |           |               |
| 1994–95 | 4    | Divizia D (NT)           | 2nd     |           |               |
| 1993–94 | 4    | Divizia D (NT)           | 1st (C) |           |               |
| 1992–93 | 4    | Divizia D (NT)           | 1st (C) |           |               |
| 1991–92 | 3    | Divizia C (Seria II)     | 6th     | Relegated |               |
| 1990–91 | 4    | Divizia D (NT)           | 1st (C) | Promoted  |               |
| 1989–90 | 3    | Divizia C (Seria XII)    | 16th    | Relegated |               |
| 1988–89 | 3    | Divizia C (Seria I)      | 12th    |           |               |
| 1987–88 | 3    | Divizia C (Seria II)     | 13th    |           |               |
| 1986–87 | 3    | Divizia C (Seria II)     | 12th    |           |               |
| 1985–86 | 3    | Divizia C (Seria I)      | 6th     |           |               |
| 1984–85 | 3    | Divizia C (Seria II)     | 6th     |           |               |
| 1983–84 | 3    | Divizia C (Seria I)      | 3rd     |           |               |
| 1982–83 | 3    | Divizia C (Seria I)      | 6th     |           |               |
| 1981–82 | 3    | Divizia C (Seria II)     | 2nd     |           |               |
| 1980–81 | 3    | Divizia C (Seria I)      | 3rd     |           |               |
| 1979–80 | 3    | Divizia C (Seria I)      | 6th     |           |               |
| 1978–79 | 3    | Divizia C (Seria I)      | 12th    |           |               |
| 1977–78 | 3    | Divizia C (Seria I)      | 2nd     |           |               |
| 1976–77 | 3    | Divizia C (Seria I)      | 2nd     |           |               |
| 1975–76 | 3    | Divizia C (Seria I)      | 2nd     |           |               |
| 1974–75 | 3    | Divizia C (Seria I)      | 4th     |           |               |
| 1973–74 | 4    | County Championship (NT) | 1st (C) | Promoted  |               |

## Jucători importanți
| - Ioan Zăloagă - Faraoanu Sorin - Ciprian Țigănuș - Lucian Cozma - Dinu Gabriel - Cristi Coserariu - Florin Stângaciu - Marian Moise - Cătălin Ciopragă - Liviu Huluba - Iosub Adrian - Marius Filip - Drăgoi - Simionaș | - Marius Tofan - Florin Stancu - Florin Ghinea - Mihai Campanu - Zamfirescu - Marin Petrache - Eugen Condurache - Ion Radu - Florin Pavel - Paul Barna - Ovidiu Rotariu - Daniel Scânteie - Claudiu Martin - Gheorghiță Nistor | - Daniel Căunei - Eusebiu Robu - Iulian Sărbușcă - Iosif Șusanu - Florin Tutu - Lucian Zaharia - Eugen Baciu - Gabriel Tapu - Corneliu Codreanu - Florin Ganea - Emil Spirea - Cristian Petcu - Robert Tufiși - Dănuț Mitruc | - Dănuț Lupu - Tiberiu Beceru - Sergiu Ghidarcea - George Sofroni - Constantin Ferariu - Sergiu Mavriche - Cristian Braneț - Ionuț Bordianu - Silviu Zebreniuc - Andrei Dumitraș - Gabriel Bojescu - Gheorghe Ciurlea - Daniel Iftodi - Cristian Pelin |

## Antrenori importanți
- Gheorghe Dungu (1980–1982)
- Nicolae Zaharia (1996–1998)
- Ioan Radu (1998–2002)
- Leonida Nedelcu (2002)
- Gheorghe Poenaru (2003–2005)
- Daniel Iftodi (2006–2007)
- Dan Dosan (2007–2008)
- Costel Enache (2008–2011)
- Ovidiu Marc (2011–2012)
- Gheorghe Poenaru (2012–2013)
- Vasile Avădanei (2013–2015)
- Ion Bocu

## Jucători

### Lotul sezonului 2012-2013

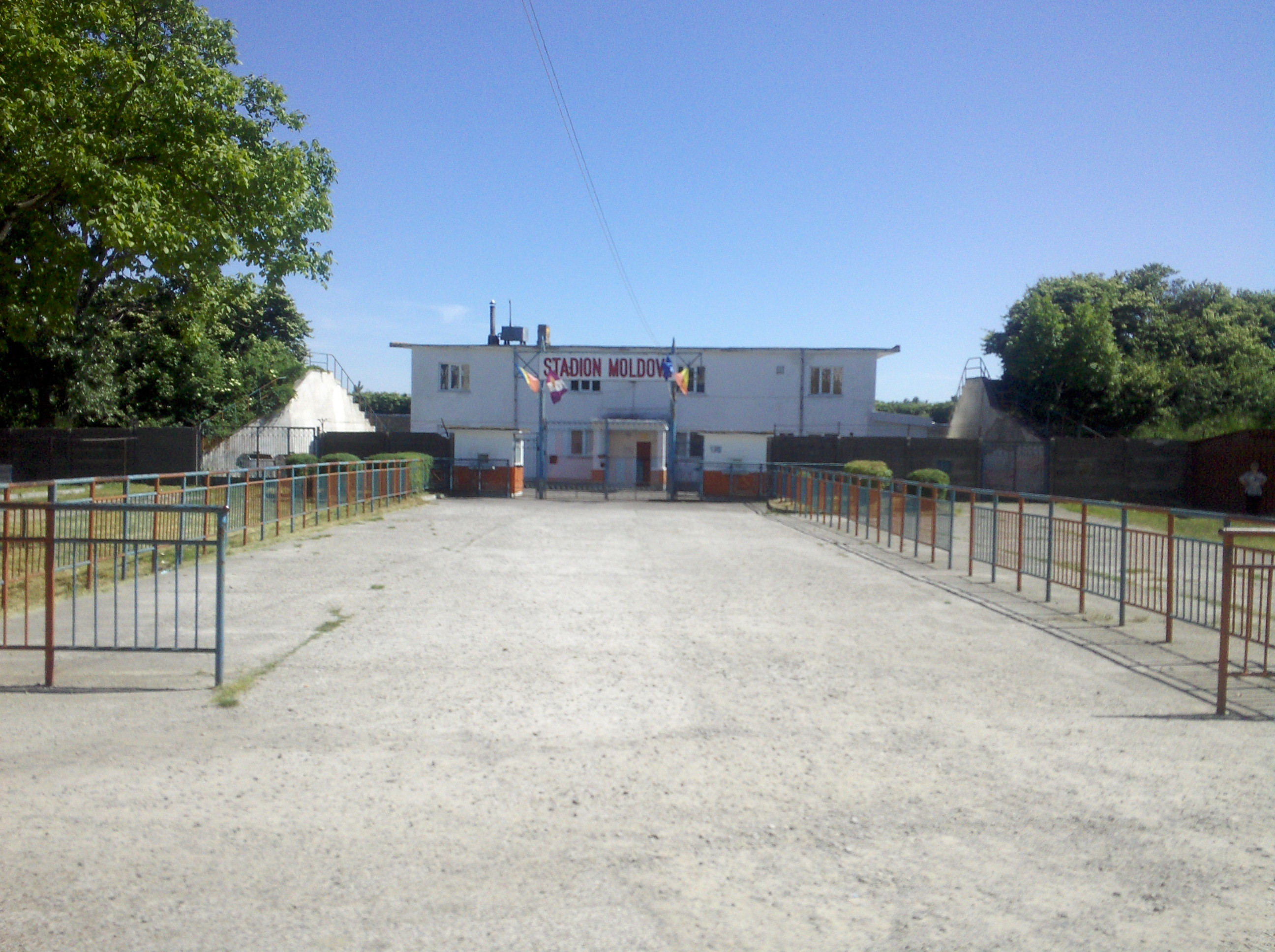
Stadionul Moldova

| Nr. |         | Poziție | Jucător           |
| --- | ------- | ------- | ----------------- |
| -   | România | P       | Sergiu Dornescu   |
| -   | România | P       | Alexandru Ciuclea |
| 7   | România | F       | Aurel Vlaicu      |
| 2   | România | F       | Catalin Lupusoru  |
| 17  | România | F       | Catalin Gafita    |
| 6   | România | F       | Sergiu Ghidarcia  |
| 3   | România | F       | Daniel Marin      |
| 5   | România | F       | Claudiu Ciocoiu   |
| 17  | România | M       | Ionuț Chirilă     |
| 15  | România | M       | Daniel Ciobanu    |

| Nr. |         | Poziție | Jucător          |
| --- | ------- | ------- | ---------------- |
| 21  | România | M       | Ovidiu Petrila   |
| 20  | România | M       | Andrei Saritanu  |
| 8   | România | M       | Mădălin Șchiopu  |
| 14  | România | M       | Vlad Pătrașcu    |
| 18  | România | M       | Mădălin Popa     |
| 11  | România | A       | Constantin Vulpe |
| 16  | România | A       | Cosmin Țapu      |
| 9   | România | A       | Ioan Harbuzaru   |
|     | România | A       | Marius Alexandru |